# 三遊亭圓橘
三遊亭 圓橘（さんゆうてい えんきつ）は、落語家の名跡。三遊派の系統から生まれた名である。当代は六代目。

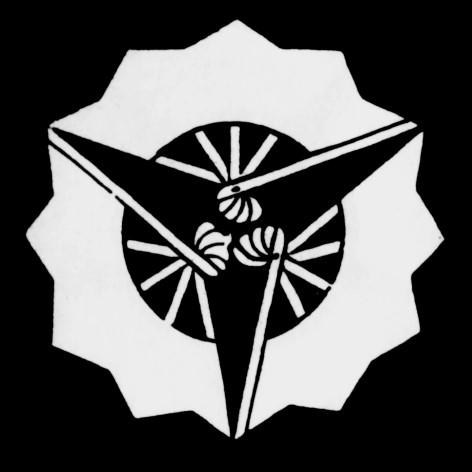
三遊派定紋「高崎扇」

- 代外三遊亭圓橘 - 初代三遊亭圓生門下に初代三遊亭南生から圓橘に改名した人物がいる。
- 初代三遊亭圓橘 - 初代橘屋圓太郎が改名
- 三代目三遊亭圓橘 - 当該項目で記述
- 四代目三遊亭圓橘 - 後∶三代目三遊亭小圓朝

## 2代目
2代目 三遊亭 圓橘（天保8年2月20日（1837年3月26日） - 明治39年（1906年）7月11日）。は、落語家。本名は佐藤三吉。通称「薬研堀の師匠」（両国の薬研堀に住んでいたことから）。

### 人物
麹町出身。14歳の時に父が亡くなり、以後は上絵師、料理人などの仕事して生計を立てるかたわら、「京橋連」という天狗連において落語を披露していた。その後元治元年（1864年ないし1865年）に3代目立川焉馬の下に入門し、花久馬となる。慶応3年の秋ころ（1867年）には初代三遊亭圓馬（通称「駒止の圓馬」）門下に入って三遊亭市馬になる。
明治2年2月の末（1869年4月）に三遊亭圓朝門下に入り、1873年5月に真打昇進。この時に三遊亭圓橘に改名したと思われる。一時期圓朝と不和になり、1884年9月には最初の師匠の名・4代目立川焉馬を襲名したが、後に和解し、1886年ころ？には再び三遊亭圓橘に戻った。
圓朝七回忌の法事の日に、参会者の面前で倒れ愛弟子の初代立花家橘之助の膝に抱かれでこの世を去った。
師匠圓朝譲りの人情噺から怪談噺まで芸の幅は広く、また茶道や書画などにも精通しており、人格者としても知られた。
初代三遊亭圓馬、3代目三遊亭圓生、4代目三遊亭圓生と並んで、「圓朝四天王」の一人に数えられている。

### 弟子
- 初代三遊亭圓右
- 初代三遊亭萬橘
- 2代目三遊亭萬橘
- 三遊亭橘園
- 昔々亭桃太郎
- 初代立花家橘之助

## 3代目
3代目 三遊亭 圓橘（慶応4年2月7日（1868年2月29日） - 大正5年（1916年）10月24日））。本名∶塚本 伊勢吉。通称「河内屋の圓橘」、「柳橋の圓橘」（柳橋で「河内屋」という名のを芸妓の店を開いていたため）。

### 人物
父は紀州藩の武士で維新後家禄の公債を資金に浅草田原町で呉服屋をした。自身は呉服屋を手伝いながら夜な夜な寄席通いをしていた。
1884年に柳家禽語楼門下で柳家小夏を名乗る。
1888年、9年ころに初代三遊亭圓遊門下に移って三遊亭遊七に改名する。
1902年4月に真打で初代三遊亭遊朝となり、1908年5月に三回忌に3代目三遊亭圓橘を襲名。
容姿が良く小粋な芸で色白でおっとりしていたところから「枕草子の殿様」とのあだ名も付けられていた。
軽めのネタから新作をこなした。8代目桂文楽の得意ネタであった『寝床』はこの人のを醇成させたもの。
一時期三遊派を離脱して三遊分派に所属したことがある。
1916年に『洋行帰りハイカラ自動車 上・下』『宗旨争ひ 上・下』『滑稽桃太郎 上・下』の3枚のSPレコードが吹き込んでいる。

### 弟子
- 三遊亭圓七
- 三遊亭橘弥
- 三遊亭七輔
- 三遊亭橘三

## 5代目
5代目 三遊亭 圓橘（1884年11月5日 - 1959年6月23日）は、落語家。本名は豊永豊太郎。

### 人物
東京下谷の生まれ、1903年1月に初代三遊亭圓右門下で右喜松。1907年初めころに三遊亭圓雀に改名し、さらに1916年8月に三遊亭若圓右で真打昇進。1918年4月に5代目柳亭左楽門下で柳亭芝楽となり、1927年10月に7代目三笑亭可楽門下でに5代目圓橘を継いだ。
噺や踊りだけではなく、高座ではお盆回しも披露しており、「盆回しの圓橘」と呼ばれた。晩年は芸人よりも芸人の仕事の斡旋業をしていた。
弟子には芝楽時代の門下で芝丸から立花家橘松を名乗った人物（1911年（逆算） - 1935年5月24日、本名不詳）がいる。

## 6代目
六代目 三遊亭 圓橘（1945年（昭和20年）11月21日 - ）は、東京都世田谷区出身の落語家。五代目円楽一門会会長。本名∶永島 武。出囃子は『小鍛冶』。紋は『高崎扇』。

### 経歴
東京都立向島工業高等学校卒業。
1966年3月、三代目三遊亭小圓朝に入門し、前座名「朝治」を名乗る。三代目小圓朝最後の弟子となった。
1971年10月、三遊亭歌司、金原亭駒三郎、橘家竹蔵、柳家さん八、三遊亭歌橘と共に二ツ目昇進。1973年11月、師匠小圓朝の死に伴い五代目三遊亭圓楽門下に移籍し「友楽」と改名。1978年6月、師匠五代目圓楽に従う形で落語協会を離脱。
1980年1月、昭和54年度にっかん飛切落語会若手落語家努力賞を受賞。2月、五代目圓楽が設立した「大日本落語すみれ会」（のち「落語円楽党」から「落語ベアーズ」を経て「円楽一門会」に改称）に加入。9月、第4回国立演芸 花形若手演芸会新人賞銀賞受賞。また、真打に昇進し「六代目三遊亭圓橘」を襲名。
1986年9月、第28回国立演芸場花形若手演芸会新人賞金賞受賞。
2020年より三遊亭好楽に代わり、五代目円楽一門会会長に就任。

### 芸歴
- 1966年3月 - 三代目三遊亭小圓朝に入門。前座名「朝治」。
- 1971年10月 - 二ツ目昇進
- 1973年11月 - 師匠小圓朝の死に伴い五代目三遊亭圓楽門下に移籍、「友楽」と改名。
- 1978年6月 - 師匠五代目圓楽に従う形で落語協会を離脱。
- 1980年
  - 2月 - 五代目圓楽が設立した「大日本落語すみれ会」に加入。
  - 9月 - 真打昇進。「六代目三遊亭圓橘」を襲名。

### 役職
- 2020年 - 五代目円楽一門会会長

### 人物
惣領弟子・四代目小圓朝の父である三代目圓之助は、三代目小圓朝門下にいた当時の兄弟子。
真打昇進披露宴の際には、兄弟子の三遊亭鳳楽の時とは異なり、落語協会分裂騒動の余波で、落語協会・落語芸術協会会員は出席していない。
五代目三遊亭圓楽の3番弟子（香盤順）。三代目小圓朝死後、五代目圓楽門下に移籍時は三遊亭楽松（現・鳳楽）と三遊亭楽太郎（後の六代目円楽）の間に入って2番弟子となったが、林家九蔵が移籍してきた際に九蔵改め三遊亭好楽が2番弟子となったため、圓橘から下は1番ずつずれている。

### 芸風
人情噺、滑稽噺、文芸ネタなど幅広くこなす。

### 活動
深川東京モダン館にて「三遊亭圓橘の会」を定期的に開催。

### 一門弟子
- 四代目三遊亭小圓朝
- 四代目三遊亭萬橘
- 三遊亭朝橘

#### 系図
真打は太字、前座は小文字。
| 六代目三遊亭圓橘 | 六代目三遊亭圓橘 | 六代目三遊亭圓橘 | 六代目三遊亭圓橘 | 六代目三遊亭圓橘 | 六代目三遊亭圓橘 |  |  | 四代目三遊亭小圓朝† | 四代目三遊亭小圓朝† | 四代目三遊亭小圓朝† | 四代目三遊亭小圓朝† | 四代目三遊亭小圓朝† | 四代目三遊亭小圓朝† |  |  |              |            |            |            |            |            |
| 六代目三遊亭圓橘 | 六代目三遊亭圓橘 | 六代目三遊亭圓橘 | 六代目三遊亭圓橘 | 六代目三遊亭圓橘 | 六代目三遊亭圓橘 |  |  | 四代目三遊亭小圓朝† | 四代目三遊亭小圓朝† | 四代目三遊亭小圓朝† | 四代目三遊亭小圓朝† | 四代目三遊亭小圓朝† | 四代目三遊亭小圓朝† |  |  |              |            |            |            |            |            |
|                  |                  |                  |                  |                  |                  |  |  | 四代目三遊亭萬橘    | 四代目三遊亭萬橘    | 四代目三遊亭萬橘    | 四代目三遊亭萬橘    | 四代目三遊亭萬橘    | 四代目三遊亭萬橘    |  |  | 三遊亭萬丸   | 三遊亭萬丸 | 三遊亭萬丸 | 三遊亭萬丸 | 三遊亭萬丸 | 三遊亭萬丸 |
|                  |                  |                  |                  |                  |                  |  |  | 四代目三遊亭萬橘    | 四代目三遊亭萬橘    | 四代目三遊亭萬橘    | 四代目三遊亭萬橘    | 四代目三遊亭萬橘    | 四代目三遊亭萬橘    |  |  | 三遊亭萬丸   | 三遊亭萬丸 | 三遊亭萬丸 | 三遊亭萬丸 | 三遊亭萬丸 | 三遊亭萬丸 |
|                  |                  |                  |                  |                  |                  |  |  |                     |                     |                     |                     |                     |                     |  |  | 三遊亭萬次郎 |            |            |            |            |            |
|                  |                  |                  |                  |                  |                  |  |  |                     |                     |                     |                     |                     |                     |  |  |              |            |            |            |            |            |
|                  |                  |                  |                  |                  |                  |  |  | 三遊亭朝橘          |                     |                     |                     |                     |                     |  |  |              |            |            |            |            |            |
|                  |                  |                  |                  |                  |                  |  |  |                     |                     |                     |                     |                     |                     |  |  |              |            |            |            |            |            |